# Trichomycterus pauciradiatus
Trichomycterus pauciradiatus är en fiskart som beskrevs av Alencar och Costa 2006. Trichomycterus pauciradiatus ingår i släktet Trichomycterus och familjen Trichomycteridae. Inga underarter finns listade i Catalogue of Life.